# Lac Alajuela
Le lac Alajuela est un lac artificiel relié au Canal de Panama, pour lequel il sert de réservoir.
Début décembre 2010, la surface du lac a atteint son plus haut niveau jamais enregistré, forçant la fermeture du canal de Panama pendant 17 heures.
Le Camino Real longe une partie du lac Alajuela.

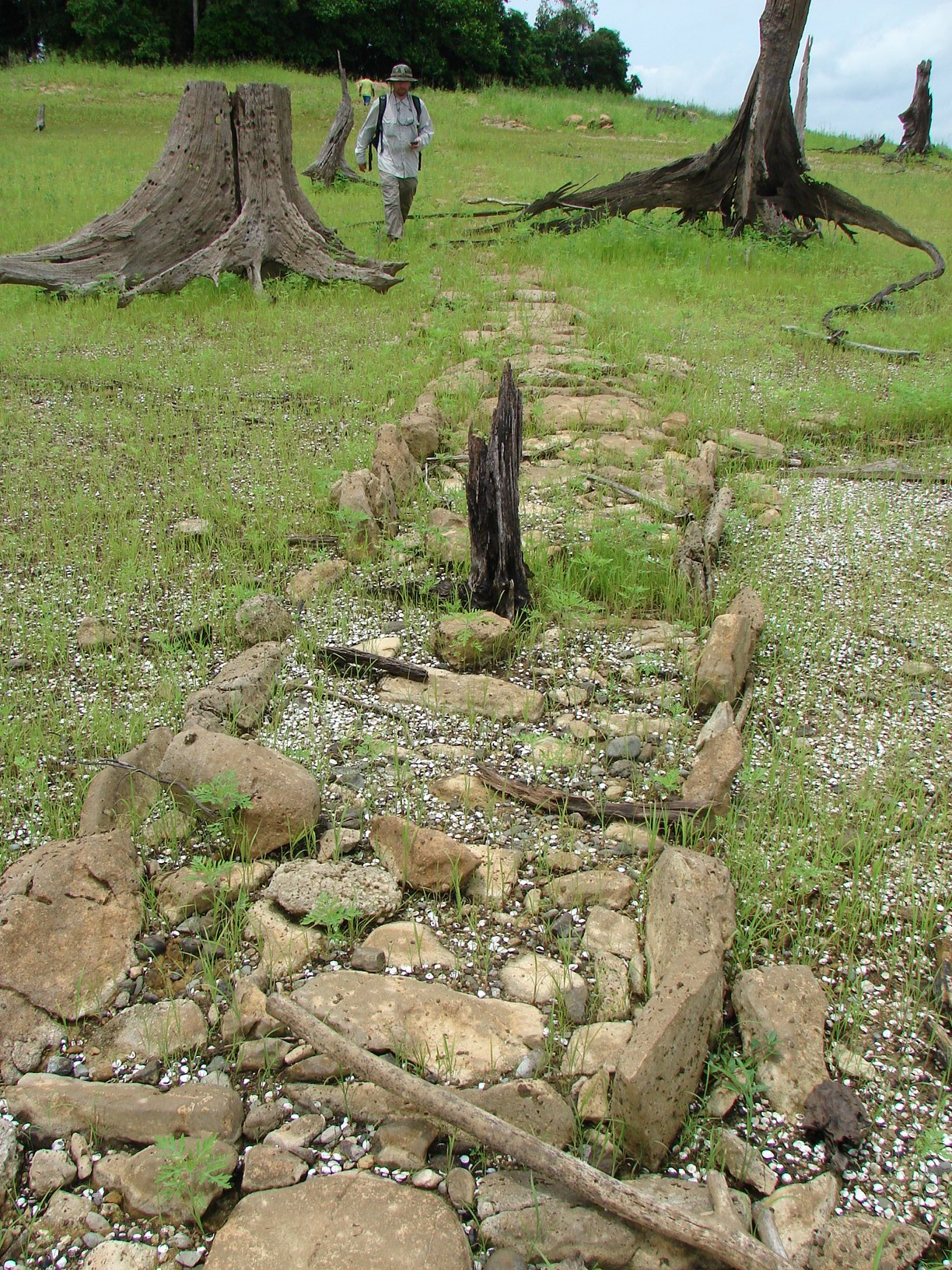
Le Camino Real dans une zone de rive sèche du lac Alajuela.